# 105 mm haubica mle 1935 B
Canon de 105 C mle 1935 B – francuska haubica skonstruowana w okresie międzywojennym.
W połowie lat 30. podstawę francuskiej artylerii polowej stanowiły działa pochodzące z okresu I wojny światowej, głównie armaty kalibru 75 mm. W 1934 roku do uzbrojenia wprowadzono haubicę  Canon de 105 C mle 1934 S, ale nie uruchomiono jej masowej produkcji, ponieważ nie spełniała w pełni wymagań francuskiej armii. Dopiero wprowadzona w 1935 roku do uzbrojenia haubica Canon de 105 C mle 1935 B miała stać się standardowym orężem francuskiej artylerii lekkiej.
Canon de 105 C mle 1934 S miała łoże dwuogonowe, rozchylne. Koła były mocowane do ogonów łoża i po ich rozchyleniu pełniły rolę dodatkowych osłon znajdujących się po bokach tarczy pancernej. Zależnie od rodzaju trakcji koła mogły być wyposażone w gumowe bandaże (trakcja konna) lub opony pneumatyczne (trakcja mechaniczna).
Zamówiono 610 dział mle 1935, ale w 1938 roku po wyprodukowaniu 232 sztuk produkcję wstrzymano, ponieważ za priorytet uznano produkcję armat przeciwpancernych. Wyprodukowane działa były używane przez jednostki francuskie podczas kampanii francuskiej, a po klęsce armii francuskiej zostały przejęte przez Wehrmacht, który przyjął je do uzbrojenia pod oznaczeniem 10.5 cm leFH 325(f). Były one wykorzystywane w jednostkach szkolnych i drugoliniowych. Część z nich została zainstalowana w umocnieniach nadbrzeżnych.